# Podgórze (powiat kielecki)
Podgórze – wieś w Polsce położona w województwie świętokrzyskim, w powiecie kieleckim, w gminie Bodzentyn.
W latach 1975–1998 miejscowość należała administracyjnie do województwa kieleckiego.
Przez miejscowość przebiega droga wojewódzka nr 752.